# Виерека
Виерека — река в России, протекает по территории Кестеньгского сельского поселения Лоухского района Карелии. Устье реки находится в 12 км по левому берегу реки Вараки. Длина реки — 16 км.
Река берёт начало из ламбины без названия и далее течёт преимущественно в восток-юго-восточном направлении по заболоченной местности.
Река в общей сложности имеет 22 малых притока суммарной длиной 43 км.
Впадает на высоте 110 м над уровнем моря в реку Вараку, впадающую, в свою очередь, в Пяозеро.
Населённые пункты на реке отсутствуют.

## Данные водного реестра
По данным государственного водного реестра России относится к Баренцево-Беломорскому бассейновому округу, водохозяйственный участок реки — Ковда от истока до Кумского гидроузла, включая озёра Пяозеро, Топозеро. Речной бассейн реки — бассейны рек Кольского полуострова и Карелии, впадает в Белое море.